# Unión Popular (Guinea Ecuatorial)
Unión Popular de Guinea Ecuatorial (UP) es un partido político de Guinea Ecuatorial. Fue fundado en 1988 por personalidades que pertenecieron a los primeros partidos del país, como el Movimiento Nacional de Liberación de Guinea Ecuatorial (MOLANIGE), el Movimiento de Unión Nacional de Guinea Ecuatorial (MUNGE), la Idea Popular de Guinea Ecuatorial (IPGE) o la Unión Bubi.
Hasta el año 2011 fue liderado por Daniel Martínez Ayecaba, hasta que fue expulsado del partido y sustituido por Alfredo Mitogo Mitogo Ara. 
Fue uno de los muchos partidos de la oposición en el país que fue prohibido por el régimen de Teodoro Obiang, en el poder desde 1979. Finalmente fue reconocido por las autoridades en mayo de 1992.
El candidato de la UPGE, Archivaldo Montelo Biribé obtuvo el 0,34% de los votos en las elecciones presidenciales de Guinea Ecuatorial de 2009.
Actualmente se encuentra nuevamente legalizado, y pese a continuar en la oposición apoyó la candidatura de Obiang para las elecciones presidenciales de 2016.
La Unión Popular se encuentra dividida en dos facciones: una facción progubernamental (presidida por Alfredo Mitogo Mitogo, que desempeña sus actividades en el interior del país) y otra opositora (presidida por Celestino Nvo Okenve Ndo, que colabora habitualmente con la oposición guineana en el exilio).
Desde agosto de 2020, Alfredo Mitogo Mitogo (presidente de la facción progubernamental) ejerce como Ministro de Trabajo, Fomento de Empleo y Seguridad Social en el gabinete de Obiang.